# Pearl of the Army
Pearl of the Army foi um seriado estadunidense produzido em 1916, no gênero aventura, sob a direção de Edward José. Uma produção da Pathé-Astra, foi realizado nos primeiros estúdios da indústria do cinema, em New Jersey, particularmente Fort Lee. O seriado foi produzido com 15 capítulos, e posteriormente foi editado em 10 capítulos e relançado por outra distribuidora Estreou nos Estados Unidos em 3 de dezembro de 1916.

## Elenco
- Pearl White - Pearl Date
- Ralph Kellard - Captain Ralph Payne
- Marie Wayne - Bertha Bonn
- Theodore Friebus - Major Brent
- William T. Carleton - Colonel Dare (creditado como W.T. Carleton)
- Floyd Buckley
- Joe Cuny

## Capítulos

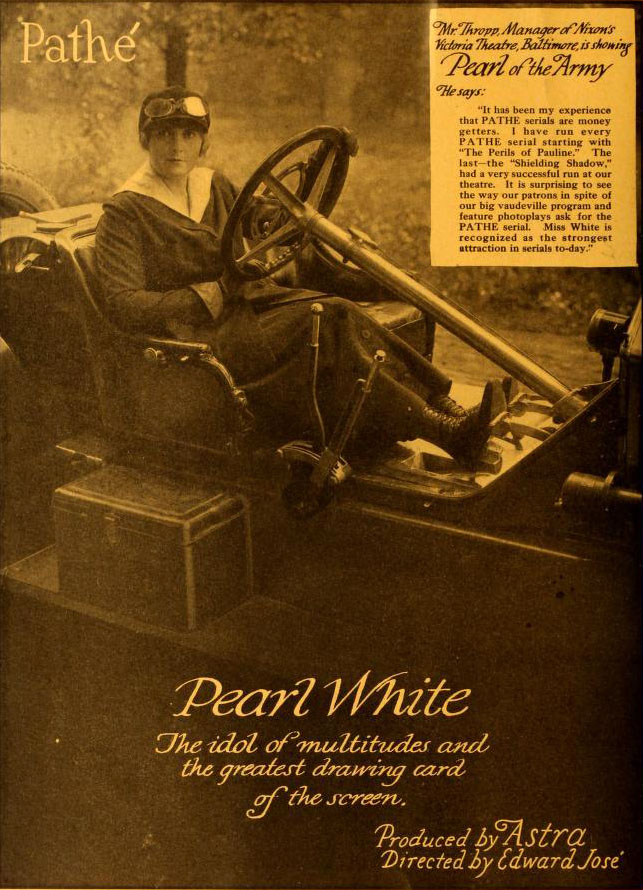
Anúncio de Pearl White no seriado Pearl of the Army.

1. The Traitor
2. Found Guilty
3. The Silent Menace
4. War Clouds
5. Somewhere In Grenada
6. Major Brent's Perfidy
7. For The Stars and Stripes
8. International Diplomacy
9. The Monroe Doctrine
10. The Silent Army
11. A Million Volunteers
12. The Foreign Alliance
13. Modern Buccaneers
14. The Flag Despoiler
15. The Colonel's Orderly